# Buffalo Norsemen
Buffalo Norsemen byl profesionální americký klub ledního hokeje, který sídlil v North Tonawanda (nedaleko Buffala) ve státě New York. V letech 1975–1976 působil v profesionální soutěži North American Hockey League. Norsemen ve své poslední sezóně v NAHL skončil ve čtvrtfinále play-off. Klub byl během své existence farmami celků WHA. Jmenovitě se jedná o Toronto Toros a Houston Aeros. Své domácí zápasy odehrával v hale Tonawanda Sports Center. Klubové barvy byly zelená, zlatá a bílá.

## Přehled ligové účasti
Zdroj: 
- 1975–1976: North American Hockey League (Západní divize)